# 2. division 2014
La 2. division 2014 è  il campionato di football americano di terzo livello, organizzato dalla DAFF.

## Squadre partecipanti
| Club                 | Città      | Stadio | Sponsor ufficiale | Risultato nella stagione 2013 |
| -------------------- | ---------- | ------ | ----------------- | ----------------------------- |
| Aarhus Tigers II     | Aarhus     |        |                   |                               |
| Avedøre Monarchs     | Hvidovre   |        |                   |                               |
| Copenhagen Tomahawks | Copenaghen |        |                   |                               |
| Holstebro Dragons    | Holstebro  |        |                   |                               |
| Kronborg Knights     | Helsingør  |        |                   |                               |
| Odense Thrashers     | Odense     |        |                   |                               |
| Ørestaden Spartans   | Kastrup    |        |                   |                               |
| Roskilde Kings       | Roskilde   |        |                   |                               |
| Svendborg Admirals   | Svendborg  |        |                   |                               |

## Stagione regolare

### Calendario

#### 1ª giornata
| Roskilde 12 aprile 2014, ore 14:00 | Roskilde Kings | 0 – 34 referto | Ørestaden Spartans | Roskilde Idrætscenter |

| Copenaghen 13 aprile 2014, ore 14:00 | Ørestaden Spartans | 0 – 50 referto | Copenhagen Tomahawks | Valby Idrætspark |

| Svendborg 13 aprile 2014, ore 14:00 | Svendborg Admirals | 26 – 7 referto | Holstebro Dragons | Admirals Field |

#### 2ª giornata
| Helsingør 26 aprile 2014, ore 14:00 | Kronborg Knights | 6 – 0 referto | Roskilde Kings | Knights Field |

| Svendborg 26 aprile 2014, ore 14:00 | Svendborg Admirals | 31 – 0 referto | Odense Thrashers | Admirals Field |

| Hvidovre 27 aprile 2014, ore 14:00 | Avedøre Monarchs | 50 – 0 referto | Ørestaden Spartans | Hvidovre Gymnasium |

| Holstebro 27 aprile 2014, ore 14:00 | Holstebro Dragons | 8 – 20 referto | Aarhus Tigers II | Idrætscenter Vest |

#### 3ª giornata
| Copenaghen 3 maggio 2014, ore 14:00 | Copenhagen Tomahawks | 27 – 13 referto | Kronborg Knights | Valby Idrætspark |

#### 4ª giornata
| Roskilde 10 maggio 2014, ore 14:00 | Roskilde Kings | 58 – 6 referto | Ørestaden Spartans | Roskilde Idrætscenter |

| Odense 10 maggio 2014, ore 14:00 | Odense Thrashers | 6 – 14 referto | Svendborg Admirals | Bolbroparken |

#### 5ª giornata
| Hvidovre 16 maggio 2014, ore 14:00 | Avedøre Monarchs | 6 – 7 referto | Kronborg Knights | Hvidovre Gymnasium |

| Copenaghen 17 maggio 2014, ore 14:00 | Copenhagen Tomahawks | 23 – 21 referto | Roskilde Kings | Valby Idrætspark |

| Odense 17 maggio 2014, ore 14:00 | Odense Thrashers | 28 – 20 referto | Holstebro Dragons | Bolbroparken |

| Viby J 18 maggio 2014, ore 14:00 | Aarhus Tigers II | 28 – 32 referto | Svendborg Admirals | Bøgeskov Idrætsanlæg |

#### 6ª giornata
| Copenaghen 24 maggio 2014, ore 14:00 | Ørestaden Spartans | 0 – 35 referto | Kronborg Knights | Valby Idrætspark |

| Copenaghen 25 maggio 2014, ore 14:00 | Copenhagen Tomahawks | 6 – 28 referto | Avedøre Monarchs | Valby Idrætspark |

#### 7ª giornata
| Odense 31 maggio 2014, ore 14:00 | Odense Thrashers | 12 – 10 referto | Aarhus Tigers II | Bolbroparken |

#### 8ª giornata
| Roskilde 7 giugno 2014, ore 14:00 | Roskilde Kings | 3 – 23 referto | Kronborg Knights | Roskilde Idrætscenter |

| Holstebro 7 giugno 2014, ore 14:00 | Holstebro Dragons | 7 – 52 referto | Aarhus Tigers II | Idrætscenter Vest |

#### 9ª giornata
| Hvidovre 14 giugno 2014, ore 14:00 | Avedøre Monarchs | 14 – 21 referto | Roskilde Kings | Hvidovre Gymnasium |

| Viby J 14 giugno 2014, ore 14:00 | Aarhus Tigers II | 14 – 0 referto | Odense Thrashers | Bøgeskov Idrætsanlæg |

| Copenaghen 15 giugno 2014, ore 14:00 | Copenhagen Tomahawks | 32 – 6 referto | Ørestaden Spartans | Valby Idrætspark |

| Svendborg 15 giugno 2014, ore 14:00 | Svendborg Admirals | 51 – 0 referto | Holstebro Dragons | Admirals Field |

#### 10ª giornata
| Copenaghen 21 giugno 2014, ore 14:00 | Ørestaden Spartans | 0 – 50 referto | Avedøre Monarchs | Valby Idrætspark |

| Helsingør 22 giugno 2014, ore 14:00 | Kronborg Knights | 19 – 21 referto | Copenhagen Tomahawks | Knights Field |

#### 11ª giornata
| Helsingør 28 giugno 2014, ore 14:00 | Kronborg Knights | 53 – 2 referto | Ørestaden Spartans | Knights Field |

| Holstebro 28 giugno 2014, ore 14:00 | Holstebro Dragons | 2 – 56 referto | Odense Thrashers | Idrætscenter Vest |

| Viby J 29 giugno 2014, ore 14:00 | Aarhus Tigers II | 2 – 54 referto | Svendborg Admirals | Bøgeskov Idrætsanlæg |

| Hvidovre 29 giugno 2014, ore 15:00 | Avedøre Monarchs | 26 – 28 referto | Copenhagen Towers | Hvidovre Gymnasium |

#### 12ª giornata
| Copenaghen 9 agosto 2014, ore 14:00 | Ørestaden Spartans | 6 – 27 referto | Roskilde Kings | Valby Idrætspark |

| Helsingør 10 agosto 2014, ore 14:00 | Kronborg Knights | 22 – 7 referto | Avedøre Monarchs | Knights Field |

| Holstebro 10 maggio 2014, ore 14:00 | Holstebro Dragons | 0 – 35 referto | Svendborg Admirals | Idrætscenter Vest |

#### 13ª giornata
| Roskilde 16 agosto 2014, ore 14:00 | Roskilde Kings | 29 – 35 referto | Copenhagen Tomahawks | Roskilde Idrætscenter |

| Viby J 16 agosto 2014, ore 14:00 | Aarhus Tigers II | 6 – 40 referto | Odense Thrashers | Bøgeskov Idrætsanlæg |

#### 14ª giornata
| Helsingør 23 agosto 2014, ore 14:00 | Kronborg Knights | 56 – 6 referto | Ørestaden Spartans | Knights Field |

| Svendborg 23 agosto 2014, ore 14:00 | Svendborg Admirals | 37 – 0 referto | Odense Thrashers | Admirals Field |

| Viby J 24 agosto 2014, ore 14:00 | Aarhus Tigers II | 50 – 0 (a tavolino) referto | Holstebro Dragons | Bøgeskov Idrætsanlæg |

#### 15ª giornata
| Roskilde 30 agosto 2014, ore 14:00 | Roskilde Kings | 14 – 12 referto | Avedøre Monarchs | Roskilde Idrætscenter |

| Copenaghen 31 agosto 2014, ore 14:00 | Copenhagen Tomahawks | 25 – 21 referto | Kronborg Knights | Valby Idrætspark |

#### 16ª giornata
| Copenaghen 6 settembre 2014, ore 14:00 | Ørestaden Spartans | 18 – 71 referto | Roskilde Kings | Valby Idrætspark |

| Odense 6 settembre 2014, ore 14:00 | Odense Thrashers | 50 – 0 (a tavolino) referto | Holstebro Dragons | Bolbroparken |

| Hvidovre 7 settembre 2014, ore 15:00 | Avedøre Monarchs | 0 – 46 referto | Copenhagen Towers | Hvidovre Gymnasium |

| Svendborg 7 settembre 2014, ore 14:00 | Svendborg Admirals | - – - (annullata) referto | Aarhus Tigers II | Admirals Field |

### Classifiche
Le classifiche della regular season sono le seguenti:
- PCT = percentuale di vittorie, G = partite giocate, V = partite vinte,  P = partite perse, PF = punti fatti, PS = punti subiti

#### Girone Vest
| Pos. | Squadra            | PCT   | G | V | N | P | PF  | PS  |
| ---- | ------------------ | ----- | - | - | - | - | --- | --- |
| 1    | Svendborg Admirals | 1.000 | 8 | 8 | 0 | 0 | 280 | 43  |
| 2    | Odense Thrashers   | .556  | 9 | 5 | 0 | 4 | 192 | 134 |
| 3    | Aarhus Tigers II   | .500  | 8 | 4 | 0 | 4 | 182 | 153 |
| 4    | Holstebro Dragons  | .000  | 9 | 0 | 0 | 9 | 44  | 368 |

#### Girone Øst
| Pos. | Squadra              | PCT  | G  | V | N | P  | PF  | PS  |
| ---- | -------------------- | ---- | -- | - | - | -- | --- | --- |
| 1    | Copenhagen Tomahawks | .900 | 10 | 9 | 0 | 1  | 293 | 163 |
| 2    | Kronborg Knights     | .700 | 10 | 7 | 0 | 3  | 255 | 97  |
| 3    | Roskilde Kings       | .500 | 10 | 5 | 0 | 5  | 244 | 177 |
| 4    | Avedøre Monarchs     | .400 | 10 | 4 | 0 | 6  | 227 | 144 |
| 5    | Ørestaden Spartans   | .000 | 10 | 0 | 0 | 10 | 44  | 482 |

## Qualificazioni alla Kvalifikationsligaen

### Incontri

#### Turno 1
| Herning 20 settembre 2014, ore 14:00 | Herning Hawks | 12 – 7 referto | Odense Thrashers | Herning Atletikstadion |

| Svendborg 21 settembre 2014, ore 14:00 | Svendborg Admirals | 6 – 20 referto | Copenhagen Tomahawks | Admirals Field |

#### Turno 2
| Odense 27 settembre 2014, ore 14:00 | Odense Thrashers | 15 – 35 referto | Roskilde Kings | Bolbroparken |

| Hvidovre 27 settembre 2014, ore 14:00 | Copenhagen Tomahawks | 30 – 0 referto | Avedøre Monarchs | Hvidovre Gymnasium |

#### Turno 3
| Roskilde 4 ottobre 2014, ore 14:00 | Roskilde Kings | 39 – 0 referto | Herning Hawks | Roskilde Idrætscenter |

| Hvidovre 4 ottobre 2014, ore 14:00 | Avedøre Monarchs | 35 – 7 referto | Svendborg Admirals | Hvidovre Gymnasium |

### Classifiche
Le classifiche della regular season sono le seguenti:
- PCT = percentuale di vittorie, G = partite giocate, V = partite vinte,  P = partite perse, PF = punti fatti, PS = punti subiti

#### Girone 1
| Pos. | Squadra          | PCT   | G | V | N | P | PF | PS |
| ---- | ---------------- | ----- | - | - | - | - | -- | -- |
| 1    | Roskilde Kings   | 1.000 | 2 | 2 | 0 | 0 | 74 | 15 |
| 2    | Herning Hawks    | .500  | 2 | 1 | 0 | 1 | 12 | 46 |
| 3    | Odense Thrashers | .000  | 2 | 0 | 0 | 2 | 22 | 47 |

#### Girone 2
| Pos. | Squadra              | PCT   | G | V | N | P | PF | PS |
| ---- | -------------------- | ----- | - | - | - | - | -- | -- |
| 1    | Copenhagen Tomahawks | 1.000 | 2 | 2 | 0 | 0 | 50 | 6  |
| 2    | Avedøre Monarchs     | .500  | 2 | 1 | 0 | 1 | 35 | 37 |
| 3    | Svendborg Admirals   | .000  | 2 | 0 | 0 | 2 | 13 | 55 |